# Groupe de NGC 5440
Le groupe de NGC 5440 comprend au moins cinq galaxies situées dans la constellation des Chiens de chasse. La distance moyenne entre ce groupe et la Voie lactée est d'environ 58,9 Mpc (∼192 millions d'al). 

## Membres
Le tableau ci-dessous liste les cinq galaxies du groupe indiquées dans l'article de A.M. Garcia paru en 1993.
D'autre part, Abraham Mahtessian mentionne aussi ce groupe, mais il ne contient que quatre galaxies. La galaxie NGC 5399 n'y figure pas. Quant à la galaxie UGC 8984, Mahtessian emploie la désignation 1401+3559 pour la désigner, une malheureuse abréviation pour CGCG 1401.6+3559 qui rend difficile, sinon impossible, l'identification de plusieurs galaxies de ses listes.
| Nom      | Class. | Type         | α (J2000.0)   | δ (J2000.0) | Vitesse radiale (km/s) | m    | Distance (Mpc) | Diamètre (kal) |
| -------- | ------ | ------------ | ------------- | ----------- | ---------------------- | ---- | -------------- | -------------- |
| NGC 5399 | Sbc,   | Spirale      | 13h 59m 31.4s | 34° 46′ 25″ | 3658 ± 2               | 13,9 | 56,9 ± 4,0     | 79             |
| NGC 5440 | Sa     | Spirale      | 14h 03m 01.0s | 34° 45′ 28″ | 3689 ± 6               | 12,3 | 57,3 ± 4,0     | 75             |
| NGC 5444 | E+?    | Elliptique   | 14h 03m 24.1s | 35° 07′ 56″ | 3948 ± 10              | 11,9 | 61,1 ± 4,3     | 152            |
| NGC 5445 | S0?    | Lenticulaire | 14h 03m 31.5s | 35° 01′ 31″ | 3884 ± 2               | 13,0 | 60,2 ± 4,2     | 113            |
| UGC 8984 | S0     | Lenticulaire | 14h 03m 47.1s | 35° 44′ 30″ | 3801 ± 2               | 13,5 | 59,0 ± 4,1     | 99             |

Le site DeepskyLog permet de trouver aisément les constellations des galaxies mentionnées dans ce tableau ou si elles ne s'y trouvent pas, l'outil du site constellation permet de le faire à l'aide des coordonnées de la galaxie. Sauf indication contraire, les données proviennent du site NASA/IPAC. 